# Hyalopecten
Hyalopecten is een geslacht van tweekleppigen uit de  familie van de Pectinidae (mantelschelpen). 

## Soorten
- Hyalopecten arntzi Egorova, 1999
- Hyalopecten bavayi (Dijkstra, 1990)
- Hyalopecten frigidus (Jensen, 1904)
- Hyalopecten hadalis (Knudsen, 1970)
- Hyalopecten mireilleae Dijkstra, 1995
- Hyalopecten neoceanicus (Dall, 1908)
- Hyalopecten parvulinus (Locard, 1898)
- Hyalopecten profundicola (Okutani, 1962)
- Hyalopecten pudicus (E. A. Smith, 1885)
- Hyalopecten strigillatus (Dall, 1886)
- Hyalopecten tydemani (Dijkstra, 1990)